# Sinocupes validus
Sinocupes validus is een keversoort uit de familie Cupedidae. De wetenschappelijke naam van de soort is voor het eerst geldig gepubliceerd in 1976 door Lin.